# ダークネスナイト
『ダークネスナイト』（原題：HEADLESS HORSEMAN）は、アメリカ合衆国の映画作品。

## キャスト
| 役名         | 俳優                        | 日本語吹替 |
| ------------ | --------------------------- | ---------- |
| リーアム     | ビリー・アーロン・ブラウン  | 高口公介   |
| エヴァ       | レベッカ・モゾ              | 小菅真美   |
| コルチャーク | リチャード・モール          | 田坂浩樹   |
| ティファニー | アリアンヌ・フレイザー      | 清水彩香   |
| ラスク       | M・スティーヴン・フェルティ | 里卓哉     |
| リジー       | トリッシュ・コーエン        | 雨谷和砂   |
| キャンディ   | エリザベス・プレステル      | 宮本茉奈   |
| ナッシュ     | ブレント・リディック        | 一ノ渡宏昭 |
| ドク         | ジョン・ハーツラー          | 井田国男   |
| セス         | エルヴィン・ダンデル        | 和田士季   |
| デーヴィス   | アリ・コンスタンティンスク  | 桑畑裕輔   |

- その他の声の吹き替え：田中周平